# Jannelund
Jannelund är en stadsdel i Degerfors, något söder om centrum. 
I stadsdelen finns Degerfors järnverk. 